# カウント・ゼロ
『カウント・ゼロ』（Count Zero）は、ウィリアム・ギブスンによる長編SF小説。1986年に初版が出版された。日本語訳での初出は1987年の早川書房。

## 概要
ギブスンの長編2作目。1986年のローカス賞、1987年のヒューゴー賞、ネビュラ賞にノミネートされた。
ギブスンの長編第1作『ニューロマンサー』、第3作『モナリザ・オーヴァドライヴ』と合わせた3作品は、設定や登場人物に共通の部分が多いため「スプロール・シリーズ」とも呼ばれる。
様々な人物による情景がモザイクのように敷かれた中から3本のストーリーが立ち上がり、やがて交錯していく。その中から見えてくる新しい「現象」が主人公達に大きな影響をもたらす事になる。

## あらすじ
『ニューロマンサー』から7年。
技術者の企業離脱を含む様々な荒仕事を請け負うターナーは、ニューデリーで爆弾犬に瀕死の重症を負わされたが、高度な再生医療と移植手術により回復する。復帰した彼を待っていたのは、生体素子（バイオチップ）開発の第一人者であるクリストファ・ミッチェルの企業離脱という仕事だった。
かつて恋人の引き起こした美術商業界を騒がせたスキャンダルによって、パリの小さな画廊をも失った画商マルリイ・クルシホア。友人の家に身を寄せ世間から隠れ住んでいた彼女の元に、ある日突然どうやってつきとめたのか、伝説的に高名な美術収集家にしてパトロンのヨゼフ・ウィレクからの雇用したい旨を知らせるファックスが届く。ウィレクが依頼したのは、コーネルの作り上げた「箱」と呼ばれる美術品を思わせる、本来ならありえない作品の出所を調べる仕事であった。与えられた猶予はウィレクの生きている間、予算はほぼ無制限という破格の待遇によって。
駆け出しハッカーのボビイ・ニューマークは、手に入れたばかりのアイスブレーカー（防壁破り）を使って、母親の端末につないだデッキからサイバースペースへ接続、映画データを盗み取ろうとして（騙されて）危険なコンピュータに接触、致死性の抗侵入機器（ブラックアイス）により危うく一命をおとしかける。しかしすんでのところで不思議な少女の声を聞き、正体不明の巨大構造物に助けられてジャックアウトした。
三者三様の運命が、ブードゥーの神「ロア」を名のるサイバースペース上の謎の存在を交えて、編み上げられていく。

## 登場人物
ターナー
傭兵。爆弾犬に身体を粉々に吹き飛ばされるが、代理人の交わした契約によって再生手術を受け、契約条件であるホサカの企業研究者移籍ティームの指揮を執る事になる。
マルリイ・クルシホワ
美術商。パリで小さな画廊を営んでいたが、恋人の持ち込んだ偽造品を見抜けずに売ろうとしてスキャンダルになり、全てを失う。現在は女友達のアパートに居候している。
ボビイ・ニューマーク
コンピューター・カウボーイ（ハッカー）に憧れる腕自慢（ホットドガー）の少年。母親とニュー・ジャージー州バリタウンに住んでいる。ハンドルネーム「ゼロ伯爵（カウント･ゼロ）」
ヘル・ヨゼフ・ウィレク
個人で財閥並の資産を持つ美術品蒐集家・後援者。病に侵された肉体はトラック数台分の槽（ヴァット）の中で生命維持されており、精神のみ疑験構造物の中で暮らしている。"箱造り"を探している。
パコ・エステヴェス
ウィレクの下位プログラム。疑験構造物の中では少年の姿をしているが、実世界では青年。マルリイをサポートする。
クリストファ・ミッチェル
マース生命工学の研究者。生体素子にブレイクスルーをもたらし企業勢力図を塗り替えた張本人。ホサカへの移籍を希望する。
アンジイ
アンジェラ・ミッチェル。クリストファ・ミッチェルの娘。マースの企業建築の中で育った。
コンロイ
ホサカの企業忍者。ターナーに指示を出し、ミッチェルの移籍作戦をお膳立てする。
ボーヴォワール
スプロールの黒人ギャングで、マトリックスに現われるブードゥーの神「ロア」を奉じている。
ジャッキイ
ボーヴォワールの下で働く少女。「ロア」を体に降ろすことができるマンボ（巫女）。
タリイ・アイシャム
センス／ネット社の疑験アイドル。彼女のツァイス・イコン製の義眼は「タリイ・アイシャムの青」として有名。
ウィグ
ウィガン・ラトゲイト。敏腕カウボーイだったが、引退後「神の声」にまつわる妄想に取り憑かれて失踪する。
フィン
スプロールの故買屋。マトリックスの生き字引のような人物。

## 用語
「箱」
ジョゼフ・コーネルの作品を模した謎の美術品。区切られた箱の中に、いくつもの断片的な小物を収めた一種のコラージュ。
《スプロール》
BAMA（ボストン＝アトランタ・メトロポリタン軸帯）の俗称。世界中のマトリックス・ハッカー文化の中心地。
環境建築（アーコロジー）
大企業などが所有する巨大建造物。下層とは隔絶した上層階級の世界。
新円（ニュー・イェン）
作中で使用されている日本の古い紙幣。与信素子（クレディット・チップ（電子マネー））の使用が徹底され、現金取引そのものが違法行為となっている中、世界中の闇マーケットで流通している。
ウィルスン
コンピューター・カウボーイの俗語で「ヘマをする」「まぬけ」等の意味。
デッキ
カウボーイが「没入（ジャック・イン）」するのに使用する端末。皮膚電極を額へつけて電脳空間マトリックスにアクセスする。
氷（アイス）
Intrusion Countermeasure Electronics（ICE：侵入対抗電子機器）の略称。重要なデータなどを不正アクセスから守るためのセキュリティシステム。クラッキングを試行する対象の脳を焼く、意識を別の構造物へ強制転移させるなどの手法を用いて攻撃する。（参照：攻性防壁）
氷破り（アイスブレーカ）
氷（アイス）を破ってクラッキングするためのソフトウェア。軍事用の高度なものは軍事区画にあるデータや自律しているAIもクラックできるという。氷（アイス）と共に、元々はAIが作って流通させている技術であり、遡ればエニグマなどの暗号解読技術に起源を求められる。
擬験（シムスティム）
「シムスティム・デッキ」を介して他人の五感を体験する技術。擬験スタアの健康な肉体感覚で贅沢な体験を楽しむドラマ仕立てのソフトウェアが、映画のような娯楽として定着している。
膚板（ダーマディスク、ダーム）
様々な薬剤（あるいは麻薬）が含ませてあり、皮膚の上から血管に押し付けるように貼り付けて使用する。
マイクロソフト
シリコンの欠片。外国語や乗り物の操縦など、主に知識や技能などを記録したソフトウェア。耳の後ろに埋め込んだソケットに差し込んで使用する。
生体素子（バイオチップ）
シリコンを駆逐する新技術。マース生命工学の研究者クリストファ・ミッチェルが第一人者。
ホサカ
財閥企業。シリコンを掌握しているが、それを覆す生体素子が台頭したためにミッチェルの企業移籍を画策する。
マース生命工学（バイオラボ）
財閥企業。生体素子の特許掌握により、急速に強大化した。
ギャルリー・デュプレエ
ウィレク帝国。財閥並の規模をもつ個人資産。
ロア
ブードゥーの「神々」のこと。マトリックスに出没すると噂される。